# Њу Џонсонвил (Тенеси)
Њу Џонсонвил (енгл. New Johnsonville) град је у америчкој савезној држави Тенеси.

## Демографија
По попису из 2010. године број становника је 1.951, што је 46 (2,4%) становника више него 2000. године.
| Група             | 2000.         | 2010.         |
| Белци             | 1.851 (97,2%) | 1.836 (94,1%) |
| Афроамериканци    | 24 (1,3%)     | 18 (0,9%)     |
| Азијати           | 6 (0,3%)      | 2 (0,1%)      |
| Хиспаноамериканци | 10 (0,5%)     | 51 (2,6%)     |
| Укупно            | 1.905         | 1.951         |